# 다시면
다시면(多侍面)은 대한민국 전라남도 나주시의 면이다.

## 개요
다시면은 영산강을 중심지역으로 산과 들이 잘 어우러져 천혜의 축복받은 고장으로, 비옥한 옥토가 있어 샛골쌀과 열무 등은 궁중에 진상되었다. 또한 복암리 고분군과 국가무형문화재인 샛골나이, 쪽 염색장 등 유, 무형문화재가 산재해 있으며, 복암고분 전시관과 백호문학관 준공에 이어 영산강살리기 사업의 일환으로 조성된 죽산보와 백룡제를 중심으로 한 새로운 관광레져 스포츠의 메카로 발돋움하고 있다.

## 행정 구역
- 가운리
- 가흥리
- 동곡리
- 동당리
- 문동리
- 복암리
- 송촌리
- 신광리
- 신석리
- 영동리
- 운봉리
- 월태리
- 죽산리
- 청정리
- 회진리[2]